# 楊堯華
楊堯華（？—？），字钦甫，號陶宇，河南睢阳卫军籍，明朝政治人物。

## 生平
万历七年（1579年）己卯科舉人第六名（亚魁），三十五年（1607年）丁未科会试二百十四名，二甲十一名，未廷试。登三十八年（1610年）庚戌科進士，授户部主事，升员外、郎中，出为叙州府知府，调繁湖广安庆府，安庆滨大江，为湖广、江西等处冲道，盐商经过，岁有号银三千馀金，尧华一概放行捐免，各属解到粮银火耗岁万余金，亦悉驳回，令抵免百姓来年正供，或以常例劝之，正色叱曰：侵渔耳，何常例之有？升陕西按察司副使，分巡关南。时妖寇余士乾聚徒猖獗，攻残洋、凤等县，百姓苦之。尧华设计擒获渠魁三十九人，馀党悉平，抚按题留，天启元年（1621年）加升本省关南道右参政。与阉宦何允中有隙，遂致仕归。岁时出游，止乘一小车，里居几廿年，年八十三卒于家。